# A Profesionalna Futbolna Grupa 1995-1996
L'edizione 1995-96 della A Profesionalna Futbolna Grupa vide la vittoria finale del Slavia Sofia, che conquista il suo settimo titolo.
Capocannoniere del torneo fu Ivo Georgiev dello Spartak Varna con 21 reti.

## Classifica finale
|    | Classifica            | G  | V  | N | P  | GF | GS | Dif | Pt |
| -- | --------------------- | -- | -- | - | -- | -- | -- | --- | -- |
| 1  | Slavia Sofia (CB)     | 30 | 20 | 7 | 3  | 51 | 14 | +37 | 67 |
| 2  | Levski Sofia (C)      | 30 | 19 | 5 | 6  | 49 | 22 | +27 | 62 |
| 3  | Lokomotiv Sofia       | 30 | 17 | 7 | 6  | 55 | 24 | +31 | 58 |
| 4  | Nafteks Burgas        | 30 | 17 | 6 | 7  | 58 | 31 | +27 | 57 |
| 5  | CSKA Sofia            | 30 | 16 | 8 | 6  | 49 | 26 | +23 | 56 |
| 6  | Spartak Varna (N)     | 30 | 13 | 2 | 15 | 47 | 52 | -5  | 41 |
| 7  | Dobrudža Dobrič       | 30 | 12 | 3 | 15 | 30 | 43 | -13 | 39 |
| 8  | Levski Kjustendil (N) | 30 | 10 | 7 | 13 | 27 | 37 | -10 | 37 |
| 9  | Montana               | 30 | 9  | 9 | 12 | 33 | 35 | -2  | 36 |
| 10 | Botev Plovdiv         | 30 | 10 | 6 | 14 | 33 | 38 | -5  | 36 |
| 11 | Lokomotiv Plovdiv     | 30 | 10 | 5 | 15 | 25 | 50 | -25 | 35 |
| 12 | FK Etăr               | 30 | 9  | 6 | 15 | 21 | 37 | -16 | 33 |
| 13 | Rakovski Ruse (N)     | 30 | 9  | 5 | 16 | 33 | 41 | -8  | 32 |
| 14 | Šumen                 | 30 | 9  | 5 | 16 | 28 | 44 | -16 | 32 |
| 15 | Liteks Loveč          | 30 | 7  | 9 | 14 | 29 | 40 | -11 | 30 |
| 16 | Spartak Plovdiv       | 30 | 6  | 4 | 20 | 24 | 58 | -34 | 22 |

- (C) Campione nella stagione precedente
- (N) squadra neopromossa
- (CB) vince la Coppa di Bulgaria

### Verdetti
- Slavia Sofia Campione di Bulgaria 1995-96.
- Šumen, Liteks Loveč e Spartak Plovdiv retrocesse in B PFG.

### Qualificazioni alle Coppe europee
- Coppa UEFA 1996-1997: Slavia Sofia e Lokomotiv Sofia qualificate al primo turno preliminare.
- Coppa Intertoto 1996: CSKA Sofia e Spartak Varna qualificato alla fase a gruppi.